# David Nebreda
 (mai 2013).
Si vous disposez d'ouvrages ou d'articles de référence ou si vous connaissez des sites web de qualité traitant du thème abordé ici, merci de compléter l'article en donnant les références utiles à sa vérifiabilité et en les liant à la section « Notes et références ».
David Nebreda de Nicolas né le 1er août 1952 à Madrid est un photographe, philosophe et théoricien souffrant d'une forme sévère de schizophrénie qui va se révéler être la matière première de son édifice artistique durant son premier internement psychiatrique en 1972. Ces épisodes schizophréniques sont les seuls rares moments de mise en acte de sa puissance créatrice qu'il manifeste sous forme de séries d'autoportraits photographiques mises en scène et entièrement réalisées par lui. Sa démarche artistique se fonde sur la réaffirmation de l'existence du corps, de son corps, au sein d'une réalité distordue et offensive. Réalité qui est le premier ennemi de Nebreda : "les violences" qu'il s'inflige et offre à voir au public afin qu'il constate les stigmates de son martyre, confronte le regardant et le regardé à la déstructibilité de ce corps concret au profit d'une élévation intellectuelle.

## Biographie

### Période de mutisme
Bien que se qualifiant lui-même de photographe autodidacte, il fit néanmoins des études d’Arts lui permettant d'obtenir par la suite un titre académique. En 1971 débute pour lui une période de mutisme vis-à-vis de ses parents. Mutisme qui le conduira de juin à septembre 1972 à son premier internement psychiatrique forcé (il en connaîtra cinq). De 1983 à 1989 a lieu sa première série d’autoportraits, unique thème de toute son œuvre. « Il y a des constantes à toutes ces époques : le domicile familial, le silence et la réclusion, l’auto-contrôle et le principe d’une soumission volontaire à des interdits personnels, le régime végétarien maintenu depuis trente ans [8 ou 9 aliments invariables, mangés crus ou juste cuits à l’eau], le refus de toute drogue ainsi que l’assimilation de l’histoire de l’art et de la culture occidentale comme continuum de référence. » Cette première série est reniée, due à une personnalité « antérieure, étrangère et différente » dont il se souvient à peine.[réf. nécessaire]

### Internement
De mai à octobre 1989 et de juin à octobre 1990 se situe sa première série de photographies en couleur (interrompue par deux internements forcés en mars 1990 et octobre 1990). Son temps, ses mouvements, sa respiration, l’absorption de sa nourriture sont rythmés selon la cadence des quatre premiers nombres, ordonnés selon des séries prédéterminées. Le temps qu'il passe assis au bord de son lit permet à David Nebreda de se représenter mentalement ses images comme un exercice de réflexion religieuse, son cerveau fonctionnant comme un « nombre d’or » lui permettant de concevoir un plan (et non un espace) bien défini et toujours parallèle, doté de repères, de l’horizontale, de la verticale, de la bissectrice à 45° dans un cadre fermé qui admet la symétrie. Myope de cinq dioptries (il n’utilise plus du tout de lunettes depuis 90), seul le viseur de son appareil est à sa vue. Il dispose des repères, des fils hors-cadre qu’il retire avant la prise. Comme seuls référents pour la place de son corps il utilise un trépied de flash et une perche normale. Il fait des exercices de concentration et de respiration avant chaque prise, pour ne pas bouger pendant les dix secondes que demandent le retardateur.[réf. nécessaire]
De 1992 à 1997, alors qu’il sort de la plus grave crise de sa vie (neuf mois d’internement), il vit dans un état d’isolement et de quasi-paralysie physique et mentale. Dans sa seconde série de photographies en couleur, la géométrie est bien plus démonstrative (il copia systématiquement des livres de géométrie, mais le dit sans rapport). C’est à la contemplation de la première série de photos (ensevelies) que l’homme photographié (lui-même) lui apparut comme un double photographique. Il entreprit cette nouvelle série (supposée être la dernière) comme une tentative de récupération de lui-même, de reconstitution d’un système dans lequel il s’était inséré mais dont il a été éjecté et qu’il a perdu « dans le temps et dans l’espace ». Mais c’est un échec. Deux choses l’égarent dans cette tentative : une stylisation gratuite dont il ne veut pas et l’auto agression, pas gratuite mais pas non plus partie prenante d’un système censé lui apporter la révélation. Désormais, il a « peut-être conscience du besoin de projection dans un double autre ».[réf. nécessaire]

### Autoportraits
Peu après la seconde série de photographies couleur il reprend contact avec l’extérieur. Il montre ses photos à une connaissance qu’elles dégoûtent mais qui le met en contact avec un homme qui organise une première exposition à Madrid. Cette exposition suscite de vives réactions de violence et d’incompréhension. Il est renvoyé à un état d’enfermement et réalise six nouvelles photographies et dessins. Il est par la suite contacté par Léo Scheer, désireux de devenir éditeur dans le seul but de montrer ses photographies. S’ensuit en 2000 la parution d’Autoportraits, premier livre de son œuvre où seul David Nebreda a la parole. La courte expérience des malentendus qui s’accumulèrent alors firent la nécessité de sortir un an et demi plus tard, Sur David Nebreda, ouvrage collectif qui allait donner les clés convenables pour approcher du premier ouvrage. Son contact avec l’extérieur détruit son sens de l’ordre et suscite des mots, inconnus pour lui jusqu’alors, tels que honte, douleur ou dégoût. Pour la première fois il découvre la signification de ces mots comme dégoût, honte ou haine.[réf. nécessaire]

### Chapitre sur les petites amputations
En 2004 paraît Chapitre sur les petites amputations, objet de réflexion sur une manière de rester dans le monde. Ce livre est pour lui comme une étape à dépasser, nécessaire pour affronter « la vérité latente qui détermine le futur comme fait obligatoire ». Ce deuxième ouvrage, visuellement moins spectaculaire que le premier, joue bien plus sur la notion de hors champ et sur l’intimité qu’entretient la photographie avec son titre et les textes qui l’accompagnent. Il y montre une dernière série de photographies, bien plus sereines, en noir et blanc. Il utilise toujours la double exposition, se servant de ce qu’il nomme « procédé de la demi-lune » (système de différents caches circulaires posés contre l’objectif) pour cela. Le flou est plus important, créé avec du scotch ou de la salive mélangée avec du lait parfois. Cependant ses parents sont atteints d’une détérioration mentale très grave. Témoin exceptionnel d’un expérience généralement que désagréable mais qui pour lui renferma une inestimable leçon.[réf. nécessaire]

### Sur la révélation
En octobre 2004 sont organisées des rencontres autour de son œuvre à la galerie Léo Scheer, rencontres qui l’amèneront, en 2006, à publier un dernier livre, Sur la révélation, qui était déjà annoncé et éludé dans le second. Cet ouvrage (hanté par l’absence de photographies quelles qu’elles soient) est le dernier : David Nebreda considère qu’il n’a existentiellement plus rien à dire.[réf. nécessaire]

## Méthode de travail
Ses expositions sont souvent très longues (il en fit même de deux heures qui ne furent pas convaincantes). Il utilise un flash portable dirigé vers le plafond ou plus rarement vers un parapluie. Il travaille aussi parfois avec une lumière naturelle. Il pratique beaucoup la pluri exposition, s’en servant pour créer tous les effets de flou, les multiplications de sa personne au sein de l’image ou pour simuler un miroir. Il travaille sans photomètre. « L’autoportrait ne peut être ni biographique ni artistique, ni cathartique ni complice. » « Le corps autoportraituré est un cerveau autoportraituré, (…) ce cerveau ne doit jamais être un corps gesticulant, ni érotique, ni nerveux, ni improvisé, ni esthétique, ni gratuit. Il ne peut être occasionnel mais doit être régulier. Il ne peut être émotionnel ou maladroit, mais doit être tranquille et précis. Il ne peut être propre mais il doit être sale, parce que son oui est sali par la sueur quotidienne; il est, en réalité, une sécrétion, un reste, et son non est la propreté de l’os. »[réf. nécessaire]

## Film
Un film consacré à David Nebreda, ADN, a été réalisé par Judith Cahen en 2005. Distribué par Le peuple qui manque, le film a été projeté le 10 juin 2009 au cinéma Le Méliès de Montreuil.

## Articles en ligne
- La Passion selon Nebreda par Jacob Rogozinski
- Sur l'exposition Nebreda en 2004 à la Galerie Léo Scheer
- Le fil du rasoir. À propos de David Nebreda, dans Projections, 2011